# Europawahl in Tschechien 2019
- KSČM: 1
- Piráti: 3
- ANO: 6
- KDU: 2
- STAN: 1
- TOP 09: 2
- ODS: 4
- SPD: 2

Die Europawahl in Tschechien 2019 fand am 24. und 25. Mai 2019 statt. Sie wurde im Rahmen der EU-weit stattfindenden Europawahl 2019 durchgeführt.
In Tschechien wurden 21 Mandate im Europäischen Parlament vergeben.

## Wahlsystem
Das ganze Gebiet Tschechiens bildete einen Wahlbezirk. Die Wahlen fanden an zwei Tagen statt – am Freitag, 24. Mai von 14 bis 22 Uhr und am Samstag, 25. Mai von 8 bis 14 Uhr. Die Stimmen wurden nach dem D’Hondt-Verfahren in Mandate umgerechnet. Es gab eine Sperrklausel von 5 %. Der Wähler konnte zwei Kandidaten eine Präferenzstimme erteilen. Falls ein Kandidat Präferenzstimmen von mindestens 5 % der gültigen abgegebenen Stimmen für seine Partei oder Wahlkoalition erhält, bekommt er das Mandat. Falls mehrere Kandidaten mindestens 5 % an Präferenzstimmen erhalten, werden die Kandidaten nach Präferenzstimmenzahl gereiht.
Aktiv wahlberechtigt war jeder tschechische Staatsbürger, der spätestens am zweiten Wahltag das Alter von 18 Jahren erreicht hat, sowie jeder Staatsbürger eines anderen Mitgliedstaates, der spätestens am zweiten Wahltag das Alter von 18 Jahren erlangte und mindestens 45 Tage im Bevölkerungsregister eingetragen war. Im Ausland lebende Staatsbürger, welche in Tschechien an der Europawahl teilnehmen wollen, konnten nur persönlich auf tschechischem Staatsgebiet wählen.
Passiv wahlberechtigt war jeder tschechische Staatsbürger, der spätestens am zweiten Wahltag das Alter von 21 Jahren erlangte, und jeder Staatsbürger eines anderen Mitgliedstaates, der spätestens am zweiten Wahltag das Alter von 21 Jahren erlangte und mindestens 45 Tage im Bevölkerungsregister eingetragen war.

## Ausgangslage

### Scheidendes Parlament
| Fraktion                       | Fraktion                                                     | Mandate | Partei                                                        | Partei                             | Mandate |
| ------------------------------ | ------------------------------------------------------------ | ------- | ------------------------------------------------------------- | ---------------------------------- | ------- |
|                                | Fraktion der Europäischen Volkspartei                        | 7 / 21  |                                                               | TOP 09                             | 3 / 21  |
|                                | Fraktion der Europäischen Volkspartei                        | 7 / 21  | Křesťanská a demokratická unie – Československá strana lidová | 3 / 21                             |         |
|                                | Fraktion der Europäischen Volkspartei                        | 7 / 21  | Starostové a nezávislí                                        | 1 / 21                             |         |
|                                | Fraktion der Progressiven Allianz der Sozialdemokraten       | 4 / 21  |                                                               | Česká strana sociálně demokratická | 4 / 21  |
|                                | Fraktion der Allianz der Liberalen und Demokraten für Europa | 4 / 21  |                                                               | ANO 2011                           | 2 / 21  |
|                                | Fraktion der Allianz der Liberalen und Demokraten für Europa | 4 / 21  | HLAS                                                          | 2 / 21                             |         |
|                                | Die Linke im Europäischen Parlament – GUE/NGL                | 3 / 21  |                                                               | Komunistická strana Čech a Moravy  | 3 / 21  |
|                                | Europäische Konservative und Reformer                        | 2 / 21  |                                                               | Občanská demokratická strana       | 2 / 21  |
|                                | Europa der Freiheit und der direkten Demokratie              | 1 / 21  |                                                               | Svobodní                           | 1 / 21  |
|                                |                                                              |         |                                                               |                                    |         |
| Quelle: Europäisches Parlament |                                                              |         |                                                               |                                    |         |

### Listen und Parteien
Folgende im Europäischen Parlament und/oder im Abgeordnetenhaus vertretenen Parteien traten zur Wahl an:
| Liste | Liste                                                                   | Partei                                    | Partei                                                        | Europapartei | Erstplatzierter in der Liste |
| ----- | ----------------------------------------------------------------------- | ----------------------------------------- | ------------------------------------------------------------- | ------------ | ---------------------------- |
|       | ANO 2011 (ANO)                                                          | ANO 2011 (ANO)                            | ANO 2011 (ANO)                                                | ALDE         | Dita Charanzová              |
|       | Občanská demokratická strana (ODS)                                      | Občanská demokratická strana (ODS)        | Občanská demokratická strana (ODS)                            | AKRE         | Jan Zahradil                 |
|       | Česká pirátská strana (Piráti)                                          | Česká pirátská strana (Piráti)            | Česká pirátská strana (Piráti)                                | PPEU         | Marcel Kolaja                |
|       | STAN – TOP 09                                                           |                                           | Starostové a nezávislí                                        | EGP          | Jiří Pospíšil                |
|       | STAN – TOP 09                                                           | TOP 09                                    | EVP                                                           |              | Jiří Pospíšil                |
|       | STAN – TOP 09                                                           | Strana zelených                           | EGP                                                           |              | Jiří Pospíšil                |
|       | STAN – TOP 09                                                           | Liberálně-ekologická strana               | –                                                             |              | Jiří Pospíšil                |
|       | Svoboda a přímá demokracie (SPD)                                        | Svoboda a přímá demokracie (SPD)          | Svoboda a přímá demokracie (SPD)                              | MENL         | Ivan David                   |
|       | Křesťanská a demokratická unie – Československá strana lidová (KDU-ČSL) |                                           | Křesťanská a demokratická unie – Československá strana lidová | EVP          | Pavel Svoboda                |
|       | Křesťanská a demokratická unie – Československá strana lidová (KDU-ČSL) | SNK Evropští demokraté                    | –                                                             |              | Pavel Svoboda                |
|       | Křesťanská a demokratická unie – Československá strana lidová (KDU-ČSL) | Koruna Česká                              | –                                                             |              | Pavel Svoboda                |
|       | Křesťanská a demokratická unie – Československá strana lidová (KDU-ČSL) | Konzervativní strana (KONS)               | –                                                             |              | Pavel Svoboda                |
|       | Komunistická strana Čech a Moravy (KSČM)                                |                                           | Komunistická strana Čech a Moravy                             | EL           | Kateřina Konečná             |
|       | Komunistická strana Čech a Moravy (KSČM)                                | Strana demokratického socialismu          | EL                                                            |              | Kateřina Konečná             |
|       | Komunistická strana Čech a Moravy (KSČM)                                | Komunistická strana Československa        | –                                                             |              | Kateřina Konečná             |
|       | Česká strana sociálně demokratická (ČSSD)                               | Česká strana sociálně demokratická (ČSSD) | Česká strana sociálně demokratická (ČSSD)                     | SPE          | Pavel Poc                    |
|       | Svobodní                                                                | Svobodní                                  | Svobodní                                                      | –            | Vít Jedlička                 |

### Verlauf

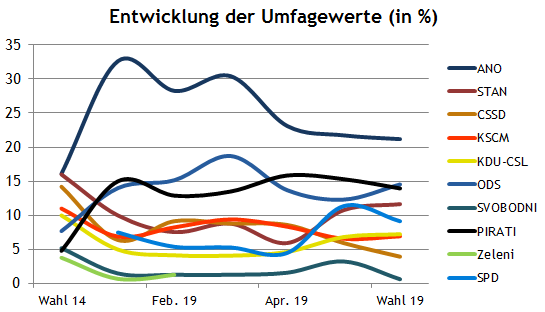
Verlauf der Umfragen von der Wahl 2014 bis zur Wahl 2019

## Umfragen

### Letzte Umfragen vor der Wahl
| Institut         | Datum      | ANO         | STAN/ TOP 09 | ČSSD    | KSČM      | KDU-ČSL   | ODS       | Svobodní | Piráti      | SPD       | Sonstige |
| ---------------- | ---------- | ----------- | ------------ | ------- | --------- | --------- | --------- | -------- | ----------- | --------- | -------- |
| Politico         | 20.05.2019 | 21,74 %     | 10,41 %      | 6,25 %  | 6,94 %    | 6,27 %    | 12,35 %   | —        | 15,38 %     | 11,14 %   | 9,52 %   |
| STEM             | 03.05.2019 | 20 %        | 12 %         | 6 %     | 7 %       | 6 %       | 11 %      | —        | 16 %        | 14 %      | 8 %      |
| Median 1         | 03.05.2019 | 21,7–25,2 % | 8,7–11,3 %   | 5–6,2 % | 5,5–6,3 % | 7,1–9,4 % | 13–14,2 % | 3–3,5 %  | 14,4–14,7 % | 8,8–9,1 % | —        |
| CVVM             | 10.04.2019 | 28 %        | 5 %          | 8,5 %   | 10 %      | 4 %       | 12 %      | —        | 10,5 %      | 5 %       | —        |
| Phoenix Research | 04.04.2019 | 18,2 %      | 6,9 %        | 8,7 %   | 6,7 %     | 5,3 %     | 15,4 %    | —        | 21,2 %      | 4 %       | —        |
| Europawahl 2014  | 25.05.2014 | 16,1 %      | 16,0 %       | 14,2 %  | 11,0 %    | 10,0 %    | 7,7 %     | 5,2 %    | 4,8 %       | —         | 15,0 %   |

## Ergebnis

Stimmenstärkste Partei nach Wahlkreis
ANO 2011
TOP 09 + STAN
ODS

| Listen                         | Listen                                                                  | Stimmen   | %    | +/-   | Mandate | +/- |
| ------------------------------ | ----------------------------------------------------------------------- | --------- | ---- | ----- | ------- | --- |
|                                | ANO 2011 (ANO)                                                          | 502.343   | 21,2 | +5,1  | 6       | +2  |
|                                | Občanská demokratická strana (ODS)                                      | 344.885   | 14,5 | +6,8  | 4       | +2  |
|                                | Česká pirátská strana (Piráti)                                          | 330.844   | 14,0 | +9,2  | 3       | +3  |
|                                | Starostové a nezávislí – TOP 09 (STAN – TOP 09)                         | 276.220   | 11,7 | −4,4  | 3       | −1  |
|                                | Svoboda a přímá demokracie (SPD)                                        | 216.718   | 9,1  | Neu   | 2       | Neu |
|                                | Křesťanská a demokratická unie – Československá strana lidová (KDU-ČSL) | 171.723   | 7,2  | −2,8  | 2       | −1  |
|                                | Komunistická strana Čech a Moravy (KSČM)                                | 164.624   | 6,9  | −7,1  | 1       | −2  |
|                                | Česká strana sociálně demokratická (ČSSD)                               | 93.664    | 4,0  | −10,3 | –       | −4  |
|                                | HLAS                                                                    | 56.449    | 2,4  | Neu   | –       | Neu |
|                                | ANO, vytrollíme europarlament (EU TROLL)                                | 37.046    | 1,6  | Neu   | –       | Neu |
|                                | Vědci pro Českou republiku (Vědci)                                      | 19.492    | 0,8  | Neu   | –       | Neu |
|                                | Rozumni a ND (Rozumní – ND)                                             | 18.715    | 0,8  | Neu   | –       | Neu |
|                                | Svobodní, Liberland a RČ – ODEJDEME BEZ PLACENÍ (Svobodní+RČ)           | 15.492    | 0,7  | −4,6  | –       | −1  |
|                                | Demokratická strana zelených (DSZ-ZA PR.ZVÍŘ.)                          | 14.339    | 0,6  | Neu   | –       | Neu |
|                                | Evropa společně (ESO)                                                   | 12.587    | 0,5  | Neu   | –       | Neu |
|                                | Alternativa pro Českou republiku 2017 (APAČI 2017)                      | 11.729    | 0,5  | Neu   | –       | Neu |
|                                | Strana nezávislosti České republiky (SNČR)                              | 9.676     | 0,4  | Neu   | –       | Neu |
|                                | Strana soukromníků České republiky (SSČR)                               | 8.720     | 0,4  | N/A   | –       | N/A |
|                                | Cesta odpovědné společnosti (CESTA)                                     | 7.890     | 0,3  | Neu   | –       | Neu |
|                                | PRO Zdraví a Sport                                                      | 7.868     | 0,3  | Neu   | –       | Neu |
|                                | Moravané                                                                | 6.599     | 0,3  | –0,2  | –       | ±0  |
|                                | Pravý blok                                                              | 4.752     | 0,2  | –0,3  | –       | ±0  |
|                                | Dělnická strana sociální spravedlnosti (DSSS)                           | 4.363     | 0,2  | –0,3  | –       | ±0  |
|                                | Sdružení pro republiku – Republikánská strana Československa (SPR–RSČ)  | 4.284     | 0,2  | N/A   | –       | N/A |
|                                | Agrární demokratická strana (ADS)                                       | 4.004     | 0,2  | Neu   | –       | Neu |
|                                | Moravské zemské hnutí                                                   | 3.195     | 0,1  | Neu   | –       | Neu |
|                                | Pro Česko                                                               | 2.760     | 0,1  | Neu   | –       | Neu |
|                                | Česká Suverenita                                                        | 2.609     | 0,1  | –0,0  | –       | ±0  |
|                                | BEZPEČNOST, ODPOVĚDNOST, SOLIDARITA                                     | 2.583     | 0,1  | Neu   | –       | Neu |
|                                | Klub angažovaných nestraníků                                            | 2.580     | 0,1  | –0,0  | –       | ±0  |
|                                | NE-VOLIM.CZ                                                             | 2.221     | 0,1  | Neu   | –       | Neu |
|                                | Aliance národních sil                                                   | 1.971     | 0,1  | Neu   | –       | Neu |
|                                | Tvůj kandidát                                                           | 1.653     | 0,1  | Neu   | –       | Neu |
|                                | Romská demokratická strana                                              | 1.651     | 0,1  | –0,0  | –       | ±0  |
|                                | Národní socialisté                                                      | 1.312     | 0,1  | –0,4  | –       | ±0  |
|                                | Česká strana národně sociální a Patrioti České republiky                | 1.289     | 0,1  | –0,0  | –       | ±0  |
|                                | PRVNÍ REPUBLIKA                                                         | 844       | 0,0  | Neu   | –       | Neu |
|                                | JSI PRO? Jistota Solidarita Investice pro budoucnost                    | 836       | 0,0  | Neu   | –       | Neu |
|                                | Konzervativní alternativa                                               | 235       | 0,0  | Neu   | –       | Neu |
| Gesamt                         | Gesamt                                                                  | 2.370.765 | 100  |       | 21      | –   |
|                                |                                                                         |           |      |       |         |     |
| Ungültige Stimmen              | Ungültige Stimmen                                                       | 16.613    | 0,7  |       |         |     |
| Wähler                         | Wähler                                                                  | 2.387.378 | 28,7 |       |         |     |
| Wahlberechtigte                | Wahlberechtigte                                                         | 8.316.737 |      |       |         |     |
|                                |                                                                         |           |      |       |         |     |
| Quelle: Český statistický úřad |                                                                         |           |      |       |         |     |

## Fraktionen im Europäischen Parlament

### Nach Listen
| Liste/Partei                   | Liste/Partei                                                  | Liste/Partei                                                  | Liste/Partei                                                  | Mandate | Fraktion |
| ------------------------------ | ------------------------------------------------------------- | ------------------------------------------------------------- | ------------------------------------------------------------- | ------- | -------- |
|                                | ANO 2011                                                      | ANO 2011                                                      | ANO 2011                                                      | 6 / 21  | RE       |
|                                | Občanská demokratická strana                                  | Občanská demokratická strana                                  | Občanská demokratická strana                                  | 4 / 21  | EKR      |
|                                | Česká pirátská strana                                         | Česká pirátská strana                                         | Česká pirátská strana                                         | 3 / 21  | G/EFA    |
|                                | STAN – TOP 09                                                 |                                                               | Starostové a nezávislí                                        | 2 / 21  | EVP      |
|                                | STAN – TOP 09                                                 | TOP 09                                                        | 1 / 21                                                        | EVP     |          |
|                                | Svoboda a přímá demokracie                                    | Svoboda a přímá demokracie                                    | Svoboda a přímá demokracie                                    | 2 / 21  | ID       |
|                                | Křesťanská a demokratická unie – Československá strana lidová | Křesťanská a demokratická unie – Československá strana lidová | Křesťanská a demokratická unie – Československá strana lidová | 2 / 21  | EVP      |
|                                | Komunistická strana Čech a Moravy                             | Komunistická strana Čech a Moravy                             | Komunistická strana Čech a Moravy                             | 1 / 21  | GUE/NGL  |
|                                |                                                               |                                                               |                                                               |         |          |
| Quelle: Europäisches Parlament |                                                               |                                                               |                                                               |         |          |

### Nach Fraktionen
| Partei | Partei                                                     | Sitze  | Sitze | Sitze   |
| Partei | Partei                                                     | Anzahl | +/−   | %       |
| ------ | ---------------------------------------------------------- | ------ | ----- | ------- |
|        | Renew Europe (RE)                                          | 6      | +2    | 28,57 % |
|        | Europäische Volkspartei (EVP)                              | 5      | −2    | 23,80 % |
|        | Europäische Konservative und Reformer (EKR)                | 4      | +2    | 19,05 % |
|        | Die Grünen/Europäische Freie Allianz (Grüne/EFA)           | 3      | +3    | 14,28 % |
|        | Identität und Demokratie (ID)                              | 2      | =Neu  | 9,52 %  |
|        | Vereinte Europäische Linke/Nordische Grüne Linke (GUE/NGL) | 1      | −2    | 4,76 %  |
|        | Progressive Allianz der Sozialdemokraten (S&D)             | 0      | −4    | —       |
| Gesamt | Gesamt                                                     | 21     | —     | 100,0   |